# グローテ・マルクト (アントウェルペン)

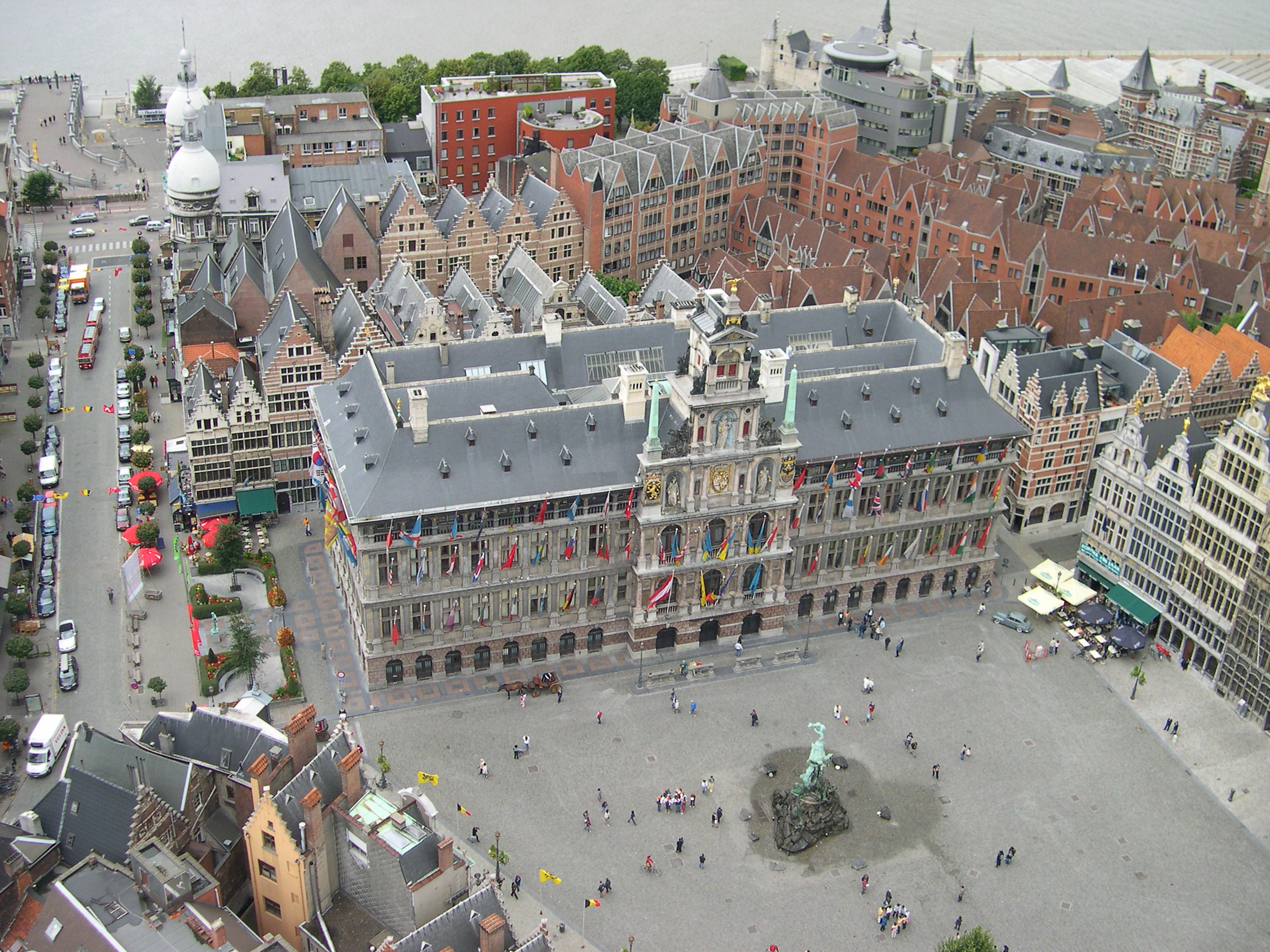
アントウェルペン市庁舎。手前がグローテ・マルクト、左端がサイケルライ、奥がスヘルデ川。

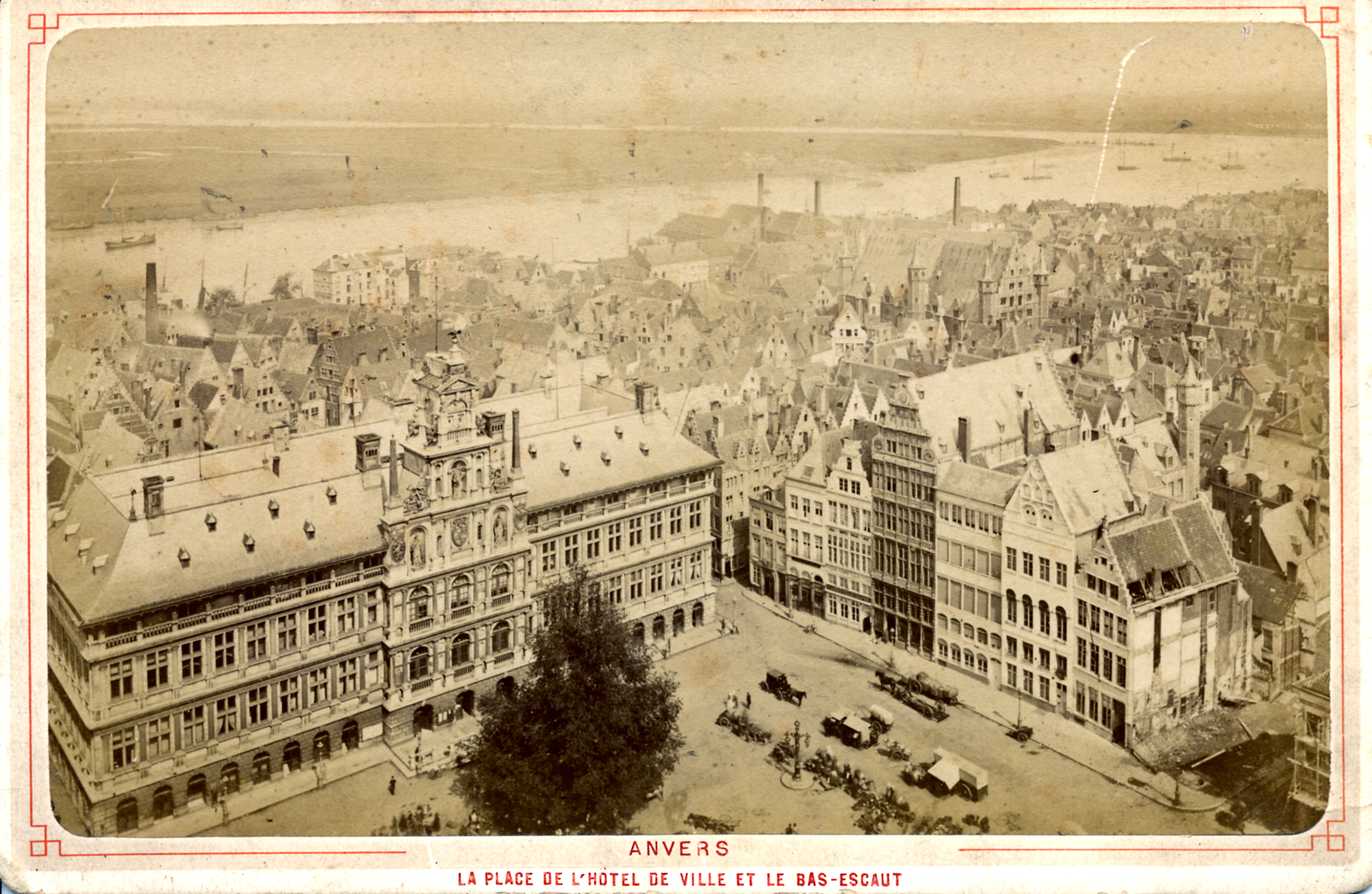
1880年ころの絵はがき。手前がグローテ・マルクトで、奥がスヘルデ川。

グローテ・マルクト (Grote Markt) は、ベルギー・アントウェルペンの旧市街地内に位置する広場。サイケルライ (Suikerrui) の通りを経由すれば、スヘルデ川も徒歩圏にある。この広場に面して、ギルドハウス (Gildehuis) がいくつも立ち並んでいる。
日本語では、音写表記の揺れによる「フローテマルクト広場」などのほか、「マルクト広場」、「市庁舎前広場」として言及されることもある。

## おもな建物など
広場に面したおもな建物には以下が含まれている。
- アントウェルペン市庁舎 (Stadhuis van Antwerpen) - 焼失した古い市庁舎の基礎の上に再建されたもの
- 観光協会 (VVV) による観光案内所
- ギルドハウス群 - 聖ヨリス・ギルドハウス (Sint-Joris Gildehuis) がグローテ・マルクト7番地に、ファルク (Valk) が11番地にある。
- ブラボーの噴水 (Brabofontein) - ジェフ・ランボー (Jef Lambeaux) 作の塑像

広場に面する場所には、数多くのレストランやカフェがある。冬場には、クリスマスマーケットやスケートリンクが設けられる。

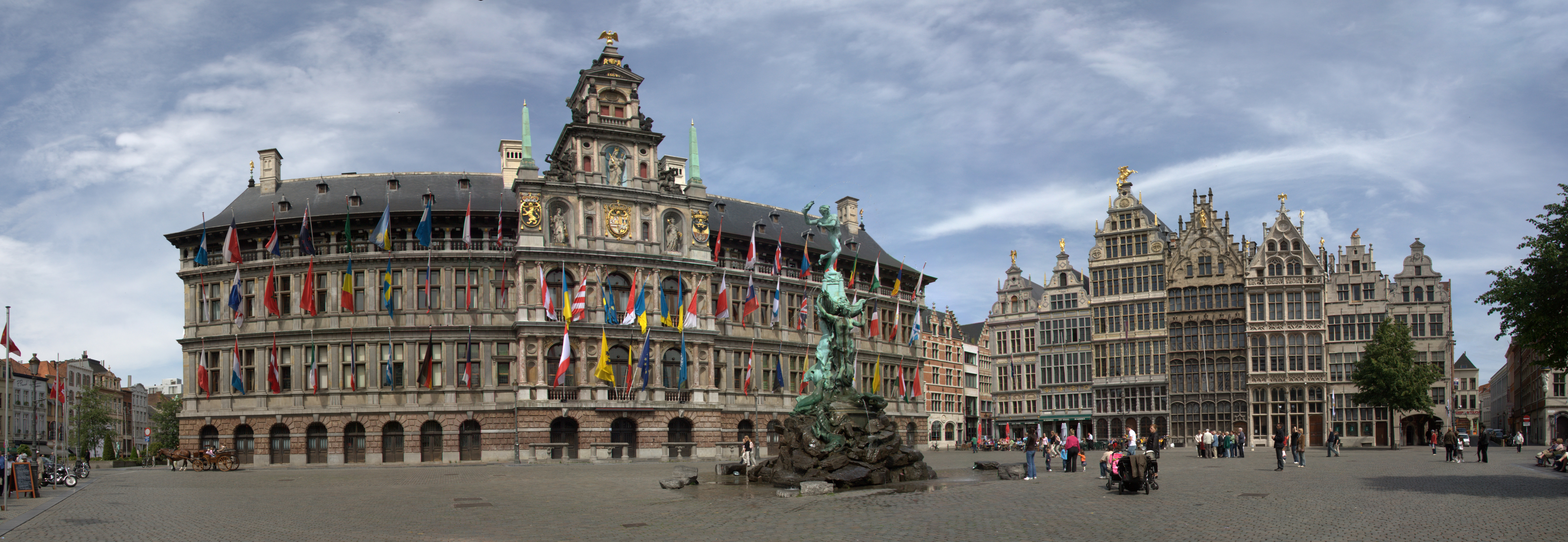
左が市庁舎、右がギルドハウス群。

左がギルドハウス群、右手奥の塔は聖母大聖堂（広場には面していない）